# Taekwondo en los Juegos Paralímpicos de París 2024
El evento de Taekwondo en los Juegos Paralímpicos de París 2024 se llevó a cabo del 29 del 31 de agosto en el Grand Palais, siendo la segunda ocasión en la que el taekwondo es parte del programa paralímpico y que en esta ocasión contó con 10 eventos, cuatro más que en la edición anterior.

## Resultados

### Masculino
| Evento | Oro                 | Plata                 | Bronce                  |
| ------ | ------------------- | --------------------- | ----------------------- |
| 58 kg  | Asaf Yasur          | Ali Can Özcan         | Sabir Zeynalov          |
| 58 kg  | Asaf Yasur          | Ali Can Özcan         | Xiao Xiang-wen          |
| 63 kg  | Mahmut Bozteke      | Ganbatyn Bolor-Erdene | Antonino Bossolo        |
| 63 kg  | Mahmut Bozteke      | Ganbatyn Bolor-Erdene | Ayoub Adouich           |
| 70 kg  | Imamaddin Khalilov  | Fatih Çelik           | Juan Diego García López |
| 70 kg  | Imamaddin Khalilov  | Fatih Çelik           | Juan Samorano           |
| 80 kg  | Asadbek Toshtemirov | Luis Mario Nájera     | Alireza Bakht           |
| 80 kg  | Asadbek Toshtemirov | Luis Mario Nájera     | Joo Jeong-hun           |
| +80 kg | Matt Bush           | Aliaskhab Ramazanov   | Evan Medell             |
| +80 kg | Matt Bush           | Aliaskhab Ramazanov   | Hamed Haghshenas        |

### Femenino
| Evento | Oro                | Plata              | Bronce                  |
| ------ | ------------------ | ------------------ | ----------------------- |
| 47 kg  | Leonor Espinoza    | Ziyodakhon Isakova | Khwansuda Phuangkitcha  |
| 47 kg  | Leonor Espinoza    | Ziyodakhon Isakova | Zakia Khudadadi         |
| 52 kg  | Surenjav Ulambayar | Zahra Rahimi       | Ana Japaridze           |
| 52 kg  | Surenjav Ulambayar | Zahra Rahimi       | Meryem Betül Çavdar     |
| 57 kg  | Li Yujie           | Gamze Gürdal       | Palesha Goverdhan       |
| 57 kg  | Li Yujie           | Gamze Gürdal       | Silvana Fernandes       |
| 65 kg  | Ana Carolina Moura | Djélika Diallo     | Lisa Gjessing           |
| 65 kg  | Ana Carolina Moura | Djélika Diallo     | Christina Gkentzou      |
| +65 kg | Amy Truesdale      | Guljonoy Naimova   | Eleni Papastamatopoulou |
| +65 kg | Amy Truesdale      | Guljonoy Naimova   | Rajae Akermach          |

## Medallero
| Núm. | País                                           | Oro | Plata | Bronce | Total |
| ---- | ---------------------------------------------- | --- | ----- | ------ | ----- |
| 1    | Reino Unido (GBR)                              | 2   | 0     | 0      | 2     |
| 2    | Turquía (TUR)                                  | 1   | 3     | 1      | 5     |
| 3    | Uzbekistán (UZB)                               | 1   | 2     | 0      | 3     |
| 4    | Mongolia (MGL)                                 | 1   | 1     | 0      | 2     |
| 5    | Azerbaiyán (AZE)                               | 1   | 0     | 1      | 2     |
| 5    | Brasil (BRA)                                   | 1   | 0     | 1      | 2     |
| 7    | República Popular China (CHN)                  | 1   | 0     | 0      | 1     |
| 7    | Israel (ISR)                                   | 1   | 0     | 0      | 1     |
| 7    | Perú (PER)                                     | 1   | 0     | 0      | 1     |
| 10   | Irán (IRN)                                     | 0   | 1     | 2      | 3     |
| 11   | México (MEX)                                   | 0   | 1     | 1      | 2     |
| 12   | Francia (FRA)                                  | 0   | 1     | 0      | 1     |
| 12   | Atletas Paralímpicos Neutrales (NPA)           | 0   | 1     | 0      | 1     |
| 14   | Grecia (GRE)                                   | 0   | 0     | 2      | 2     |
| 14   | Marruecos (MAR)                                | 0   | 0     | 2      | 2     |
| 16   | Argentina (ARG)                                | 0   | 0     | 1      | 1     |
| 16   | China Taipéi (TPE)                             | 0   | 0     | 1      | 1     |
| 16   | Dinamarca (DEN)                                | 0   | 0     | 1      | 1     |
| 16   | Georgia (GEO)                                  | 0   | 0     | 1      | 1     |
| 16   | Italia (ITA)                                   | 0   | 0     | 1      | 1     |
| 16   | Nepal (NEP)                                    | 0   | 0     | 1      | 1     |
| 16   | Equipo Paralímpico de Atletas Refugiados (RPT) | 0   | 0     | 1      | 1     |
| 16   | Corea del Sur (KOR)                            | 0   | 0     | 1      | 1     |
| 16   | Tailandia (THA)                                | 0   | 0     | 1      | 1     |
| 16   | Estados Unidos (USA)                           | 0   | 0     | 1      | 1     |